# Grigori Nikolajewitsch Trubezkoi
Fürst Grigori Nikolajewitsch Trubezkoi (russisch Григо́рий Никола́евич Трубецко́й; * 5. Septemberjul. / 17. September 1873greg.; † 6. Januar 1930 in Clamart) war ein russischer Diplomat, Politiker und Autor.

## Leben
Grigori Trubezkoi aus der Fürstenfamilie Trubezkoi war Sohn Nikolai Petrowitsch Trubezkois sowie Bruder Sergei Nikolajewitsch Trubezkois und Jewgeni Nikolajewitsch Trubezkois. Er besuchte das Gymnasium zunächst in Kaluga und nach dem Umzug der Familie 1887 in Moskau. Darauf studierte er an der Historisch-Philologischen Fakultät der Universität Moskau.
Nach Abschluss seines Studiums 1896 trat Trubezkoi den Dienst in der Asien-Abteilung des Außenministeriums an. 1897 wurde er Konsulatssekretär in Konstantinopel, wo er schließlich zum Ersten Botschaftssekretär aufstieg.
1901 heiratete Trubezkoi Marija Konstantinowna Butenjowa.
1905 nahm Trubezkoi seinen Abschied aus dem Beamtendienst, um sich in Moskau publizistisch zu betätigen. Zusammen mit seinem Bruder Sergei Nikolajewitsch Trubezkoi redigierte er das gesellschaftlich-politische Moskauer Wochenblatt (1906–1910).
1912 berief Außenminister Sergei Dmitrijewitsch Sasonow Trubezkoi zum Leiter der Nahost-Abteilung des Außenministeriums. Während eines Urlaubs übernahm er das Amt des Außerordentlichen Gesandten und Bevollmächtigten Ministers Nikolaus Hartwigs in Serbien, der am 27. Junijul. / 10. Juli 1914greg. plötzlich verstorben war. Diesen neuen Dienst trat er nach dem Ultimatum Österreich-Ungarns an Serbien vom 10. Julijul. / 23. Juli 1914greg. während der Julikrise an. Bis Mitte November 1914 wurde er in der Hauptstadt benötigt, und am 25. Novemberjul. / 8. Dezember 1914greg. während der anfänglichen serbischen Siege übernahm er die Leitung der Gesandtschaft, die bereits mit der Regierung nach Nisch ausgewichen war. Im Folgejahr während des Rückzuges und des Untergangs der serbischen Armee wurde die Gesandtschaft zusammen mit der Regierung auf die Insel Korfu evakuiert. Am 18. Februarjul. / 2. März 1916greg. setzte Trubezkoi zusammen mit der serbischen Regierung nach Italien über. Von dort kehrte er über Paris, London, Stockholm nach Petrograd zurück. Das Amt des Botschafters in Serbien behielt er bis 1917, er wurde 1916 Wirklicher Staatsrat, und bis März 1917 war er Vizedirektor der Diplomatischen Abteilung des Obersten Hauptquartiers.
Nach der Oktoberrevolution nahm Trubezkoi bis 1918 am Allrussischen Rat der Russisch-Orthodoxen Kirche teil, und er gehörte zum illegalen antibolschewistischen Rechten Zentrum in Moskau. Ende Dezember 1917 begab er sich nach Nowotscherkassk und trat in den Don-Bürgerrat des Generals Michail Wassiljewitsch Alexejew ein, der die (weiße) Freiwilligenarmee gegründet hatte. Mit dem Kuban-Rückzug der Freiwilligenarmee wurden die Zivilisten nicht mehr gebraucht, so dass Trubezkoi Anfang März 1918 nach Moskau zurückkehrte. Im Sommer 1918 fuhr er im Auftrage des Rechten Zentrums in die deutsch-besetzte Ukraine und von dort in das von den Weißen eroberte Jekaterinodar. Im Sommer 1919 wurde er Chef des Geheimdienstes des Generalkommandos der Streitkräfte Südrusslands des Generals Anton Iwanowitsch Denikin. In dem Stab der Regierung des Barons Pjotr Nikolajewitsch Wrangel arbeitete er unter Peter Struve, der für die Außenbeziehungen verantwortlich war, und vertrat ihn in seiner Abwesenheit.
Nach der Evakuierung der Krim 1920 lebte Trubezkoi zunächst in Österreich, um sich dann in Frankreich in Clamart bei Paris niederzulassen. Als enger Freund des Großfürsten Nikolai Nikolajewitsch beteiligte er sich an dessen politischen Plänen für eine Vereinigung der Auslandsrussen (mit der Zeitung Auferstehung unter der Redaktion N. B. Struves) und den Kampf gegen die Bolschewiki. Er unterstützte die Christenaktion der Russischen Studenten und arbeitete aktiv am Institut de Théologie Orthodoxe Saint-Serge in Paris mit. 1927  war er einer der Gründungsmitglieder der Gesellschaft Die Ikone zur Verbreitung der Kenntnis der Ikonen, die bis in die Gegenwart besteht. Er publizierte in der auslandsrussischen Presse, insbesondere in der Auferstehung N. B. Struves (1925–1927) und in den Wochenblättern Russland (1927–1928) und Russland und das Slawentum (1928–1934).

## Werke
- Russland und das Ökumenische Patriarchat nach dem Krimkrieg 1856-1860. Europa-Bote Nr. 4–6, 1902 (russisch).
- Großmacht Russland. In: Großrussland: gesammelte Aufsätze über Fragen zu Krieg und Gesellschaft (Hrsg. W. P. Rjabuschinski), Band 1, Moskau 1910, S. 21–139 (russisch).
- Nachruf auf den Allerheiligsten Patriarchen Tichon. Zeitschrift Put (Der Weg) Nr. 1 (1925), S. 116–120 (russisch).
- Ein katholischer Theologe über die russische religiöse Psychologie Zeitschrift Put (Der Weg) Nr. 1 (1925), S. 172–176 (russisch).
- Nachruf auf Désiré-Joseph Mercier. Zeitschrift Put (Der Weg) Nr. 3 (1926), S. 125–126 (russisch).
- Streitgespräch über die Monarchie. Zeitschrift Put (Der Weg) Nr. 4 (1926), S. 172–175 (russisch).
- Rotes Russland und das Heilige Russland. Paris 1931, 87 S. (russisch).
- Jahre der Wirren und Hoffnungen. Rus, Montreal 1981 (russisch).
- Die russische Diplomatie 1914–1917 und der Krieg auf dem Balkan. Rus, Montreal 1983 (russisch).